# Viremia
La viremia es la entrada de virus en el torrente sanguíneo desde donde se pueden extender a todos los órganos. Es similar a la bacteriemia.

## Primaria contra secundaria
La viremia primaria se refiere a la invasión inicial del virus en la sangre desde el primer punto de infección.
La viremia secundaria sucede a la primaria, con la infección de tejidos en los que los virus se reproducen y vuelven a entrar en circulación.
Normalmente, la viremia secundaria termina en una elevada reproducción del virus y cargas de virus en la sangre debido a la posibilidad de que el virus ha sido capaz de encontrar su célula huésped natural en el torrente sanguíneo y se replica más efectivamente que en el sitio inicial de la infección. Un excelente ejemplo de esto es los virus rabiosos.  Normalmente, el virus se replicaría momentáneamente dentro de donde fue lo que supondríamos la mordida de un perro rabioso, dentro de los tejidos del músculo. Una replicación viral lleva entonces a una viremia y el virus invade el segundo lugar de la infección, el sistema nervioso central. Luego de la infección a los nervios, entonces los resultados y síntomas de la viremia normalmente empiezan a aparecer. Vacunas en este punto son inútiles, ya que el esparcimiento hacia el cerebro, que lleva a la muerte, es inevitable (Aunque ha habido una excepción clínica, así como el de Jeanna Giese). Por tanto, la aplicación de vacunas se debe hacer antes de que la viremia secundaria empiece, para que el individuo se salve.

## Activa contra pasiva
La viremia activa es causada por la replicación de virus la que resulta en la invasión de virus en el torrente sanguíneo. Ejemplos incluyen al sarampión, varicela, rubéola, etc.
La viremia pasiva es la introducción de virus en la sangre sin necesidad de replicación viral. Ejemplos incluyen la inoculación directa de mosquitos, a través de  heridas físicas o transfusión de sangre.